# Jari Kaukua
Jari Kaukua (* 18. August 1975 in Jyväskylä) ist ein finnischer Philosoph. Er lehrt als Professor an der Universität Jyväskylä. Sein Schwerpunkt liegt auf der arabischen Philosophie und Theologie ab dem 11. Jahrhundert.

## Leben
1999 war Kauka Erasmus-Student an der Ludwig-Maximilians-Universität München. 2001 machte er seinen Master an der Fakultät für Sozialwissenschaften und Philosophie an der Universität Jyväskylä. 2007 wurde Kauka mit der Dissertation Avicenna on Subjectivity promoviert. Sein Rigorosum legte er bei Peter Adamson am King’s College London mit eximia  cum  laude  approbatur ab.

## Werke

### Monographien
- Self-Awareness in Islamic Philosophy: Avicenna and Beoyond. Cambridge: Cambridge University Press, 2015. ISBN 9781316191910

### Übersetzungen
- René Descartes: Filosofian  periaatteet (Principia philosophiae),  in: Descartes, Teokset  III, Gaudeamus: Helsinki, 2003 (mit Mikko Yrjönsuuri).
- L. Annaeus Seneca: Suuttumuksesta (De ira),  in: T.  Kaarakainen  &  J. Kaukua (Hg.): Stoalaisuus, Gaudeamus: Helsinki 2004.
- Francisco  Sanchez: Ettei  mitään  tiedetä (Quod nihil scitur),  in:   M.Grahn &  J. Sihvola (Hg.), Skeptisismi, Gaudeamus: Helsinki 2014.

### Beiträge zu Sammelbänden etc.
- Ibn Rushd yksimielisyydestä, in: Niin & näin 37, 2003.
- Keskiajan  arabifilosofiasta, in:  Marhaba. Yearbook  of  the Finnish-Arabic Society, 2005.
- Itsetietoisuuden  aatehistoriallisesta  tutkimuksesta, in: Ajatus 64, 2007.
- Inhimillinen itse ja itsetietoisuus islamilaisessa filosofiassa:  Ibn  Sina  ja  Mulla  Sadra, Synteesi, 31:1, 2012.
- Ibn Sina itsetietoisuudesta, in: Ajatus 69, 2012.
- Fichten  alkuperäisestä  oivalluksesta,  in: J.  Saarinen (Hg.): Festschrift für Jussi Kotkavirta, SoPhi 2014.